# ルチア・ポップ

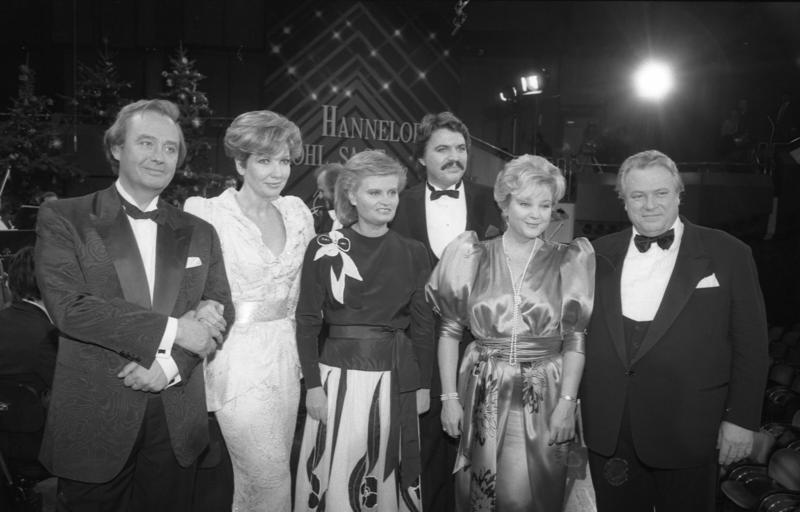
ルチア・ポップ（右から2人目、1986年）

ルチア・ポップ（Lucia Popp, 1939年11月12日 - 1993年11月16日）は、スロバキア出身でオーストリアを中心に活動したオペラ歌手。声域はソプラノで、リート歌手としても録音・演奏に活躍した。本名はルチア・ポッポヴァー（Lucia Poppová）。
当初は演劇を学ぶためブラチスラヴァ・アカデミーに通っていたが、同校でのレッスンを受けるうちに声楽を志すようになる。1963年にブラチスラヴァ歌劇場で『魔笛』の夜の女王役でデビューを果たし、同年にウィーン国立歌劇場と契約した。1964年、オットー・クレンペラーの指揮による『魔笛』の同役でレコーディングデビュー。以降、国際的にコロラトゥーラ・ソプラノとして、その後リリック・ソプラノとして活躍した。
艶やかだが深みと張りのある声質が特徴的で、品格のある表現によって評価が高かった。年を重ねるにつれて、表情にかげりを帯び、ニュアンスに富んだ多感な表現を見せるようになった。オペラ歌手としては、モーツァルトのオペラやヨハン・シュトラウス2世の『こうもり』を得意とした。一方、リート歌手としてはマーラーやリヒャルト・シュトラウス、プフィッツナー、ベルクなど、20世紀初頭のドイツ・リートの録音を残している。
美貌にも定評があり、オペラ映像では1970年前後に『小鳥売り』、『フィデリオ』(マルツェリーネ役)、『皇帝と船大工』、1980年前後に『ばらの騎士』、『こうもり』、『売られた花嫁』（ドイツ語版）、『魔笛』（パミーナ役）、『フィガロの結婚』（スザンナ役）などが残されている。ソフト発売はされていないが、来日公演の『アラベラ』などもテレビ放映され評判となった。
スラヴ圏出身であるが、オーストリア人の母を持つためドイツ語もほぼネイティブであり、歌曲もふくめ、ドイツ系のレパートリーを中心に据え続け、1970年代から1980年代にかけてグンドゥラ・ヤノヴィッツとともにドイツ・ソプラノの代表的存在であった。
1993年、ミュンヘンで脳腫瘍により54歳で死去した。

## 録音
- モーツァルト：『フィガロの結婚』（スザンナ）、テ・カナワ、フォン・シュターデ、アレン、レイミー、モール共演、ショルティ指揮（デッカ）
- モーツァルト：『フィガロの結婚』（伯爵夫人）、ヴァン・ダム、ヘンドリックス、ライモンディ共演、マリナー指揮（フィリップス）
- モーツァルト：『ドン・ジョヴァンニ』（ツェルリーナ）、T.クラウゼ共演、ショルティ指揮（デッカ）
- モーツァルト：『魔笛』（夜の女王）、ヤノヴィッツ、ベリー、ゲッダ、フリック共演、クレンペラー指揮（EMI）
- モーツァルト：『魔笛』（パミーナ）、イェルザレム、ブレンデル、ツェドニク、グルベローヴァ共演、ハイティンク指揮（EMI）
- モーツァルト：『イドメネオ』（イリヤ）、パヴァロッティ、バルツァ、レオ・ヌッチ、グルベローヴァ共演、プリチャード指揮（デッカ）
- モーツァルト：『後宮からの逃走』（ダイゲッダ）、ローテンベルガー、フリック、ウンガー共演、クリップス指揮（EMI）
- モーツァルト：『皇帝ティートの慈悲』、 アーノンクール指揮（フィリップス）
- モーツァルト：『シピオーネの夢』（コスタン）、グルベローヴァ、シュライアー、マティス共演、ハーガー指揮（デッカ）
- オルフ：『カルミナ・ブラーナ』：ヴォランスキー、ノーブル共演、フリューベック・デ・ブルゴス指揮（EMI）
- R.シュトラウス：『インテルメッツォ』（クリスティーネ）、ダラポッツァ、フィッシャー＝ディースカウ、フィンケ共演、サヴァリッシュ指揮（EMI）
- R.シュトラウス：『ばらの騎士』（ゾフィー）、ドミンゴ、ルートヴィヒ、G.ジョーンズ、ベリー共演、バーンスタイン指揮（ソニー）
- R.シュトラウス：『ダフネ』（ダフネ）、ゴルトベルク、シュライアー、ウェンケル、モル共演、ハイティンク指揮（EMI）
- ヨハン・シュトラウス2世：『こうもり』（アデーレ）、ヴァラディ、ヴァイクル、コロ共演、C.クライバー指揮（DG）
- ヨハン・シュトラウス2世：『こうもり』（ロザリンデ）、リント、ザイフェルト、ブレンデル、リドル、ドミンゴ（兼指揮）共演（EMI）
- ベートーヴェン：『フィデリオ』（マルツェリーネ）、ヤノヴィッツ、コロ、ゾーティン、フィッシャー＝ディースカウ、ユングヴィルト共演、バーンスタイン指揮（DG）
- フンパーディンク：『ヘンゼルとグレーテル』（グレーテル）、シュレム、ファスベンダー、グルベローヴァ、ハマリ共演、ショルティ指揮（デッカ）
- フンパーディンク：『ヘンゼルとグレーテル』（妖精）、モッフォ、ヘレン、ルートヴィヒ、フィッシャー＝ディースカウ、ベルトルト、オジェー共演、アイヒホルン指揮（RCA）
- グルック：『オルフェオとエウリディーチェ』（エウリディーチェ）
- ヴェルディ：『リゴレット』（ジルダ）、ガルデッリ指揮（RCA）
- レオンカヴァッロ：『道化師』（ネッダ）、ガルデッリ指揮（RCA）
- レオンカヴァッロ：『ラ・ボエーム』（ミミ）、ワルベルク指揮（オルフェオ）
- プッチーニ：『修道女アンジェリカ』（アンジェリカ）、リポフシェク、シムル共演、パターネ指揮（RCA）
- プッチーニ：『ラ・ボエーム』（ミミ）、ダニエルズ、ブレンデル共演、ゾルテス指揮（EMI）
- ドニゼッティ：『愛の妙薬』（アディーナ）、ドヴォルスキー、ヴァイクル、ネステレンコ共演、ワルベルク指揮（RCA）
- ドニゼッティ：『ドン・パスクワーレ』（ノリーナ）、アライサ、ヴァイクル、ネステレンコ共演、ワルベルク指揮（RCA）
- フロトー：『マルタ』（タイトルロール）、ワルベルク指揮（RCA）
- ヤナーチェク：『利口な女狐の物語』（女狐）、マッケラス指揮（デッカ）
- ヤナーチェク：『イェヌーファ』（デッカ）
- レハール：『ルクセンブルク伯爵』（アンジェール）、マッテス指揮（EMI）
- ワーグナー：『タンホイザー』：ハイティンク指揮（EMI）
- ビゼー：『ジャミレ』（タイトルロール）、ボニゾッリ共演、ガルデッリ指揮（オルフェオ）
- 『ドイツ童謡・子守歌集』 Die schoensten deutschen Kinder -und Wiegenlieder mit Liedtexten（オルフェオ） 1983年